# Aclastus transversalis
Aclastus transversalis är en stekelart som beskrevs av Horstmann 1980. Aclastus transversalis ingår i släktet Aclastus och familjen brokparasitsteklar. Arten är reproducerande i Sverige. Inga underarter finns listade i Catalogue of Life.